# Злоторыйский повет
Злоторыйский повет (пол. Powiat złotoryjski) — повет (район) в Польше, входит как административная единица в Нижнесилезское воеводство. Центр повета — город Злоторыя. Занимает площадь 575,45 км². Население — 44 598 человек (на 31 декабря 2015 года).

## Административное деление
- города: Войцешув, Злоторыя, Свежава
- городские гмины: Войцешув, Злоторыя
- городско-сельские гмины: Гмина Свежава
- сельские гмины: Гмина Пельгжимка, Гмина Загродно, Гмина Злоторыя

## Демография
Население повета дано на 31 декабря 2015 года.
| Перепись            | Всего  | Мужчины | Женщины |
| ------------------- | ------ | ------- | ------- |
| Всего               | 44 598 | 21 848  | 22 750  |
| Городское население | 22 044 | 10 542  | 11 502  |
| Сельское население  | 22 554 | 11 306  | 11 248  |